# 34838 Lazowski
34838 Lazowski este o planetă minoră (asteroid), cu un diametru de 9,571 km, din centura de asteroizi. A fost descoperită pe 21 septembrie 2001 la Observatorul Desert Eagle de William Kwong Yu Yeung și a fost numită după Eugene Lazowski⁠(d). 
Obiectul prezintă o orbită caracterizată de o semiaxă mare de 3,1658565 UAi, o excentricitate de 0,09, o înclinație de 9,92406 ° în raport cu ecliptica.